# Apoleptomastix poonensis
Apoleptomastix poonensis är en stekelart som först beskrevs av Mani och Kaul 1974.  Apoleptomastix poonensis ingår i släktet Apoleptomastix och familjen sköldlussteklar. Inga underarter finns listade i Catalogue of Life.